# Rutbläcksvamp
Rutbläcksvamp (Coprinopsis picacea) är en svampart som först beskrevs av Pierre Bulliard (v. 1742–1793), och fick sitt nu gällande namn av Redhead, Vilgalys & Moncalvo 2001. Rutbläcksvamp ingår i släktet Coprinopsis och familjen Psathyrellaceae.  Arten är reproducerande i Sverige. Inga underarter finns listade i Catalogue of Life.

## Källor

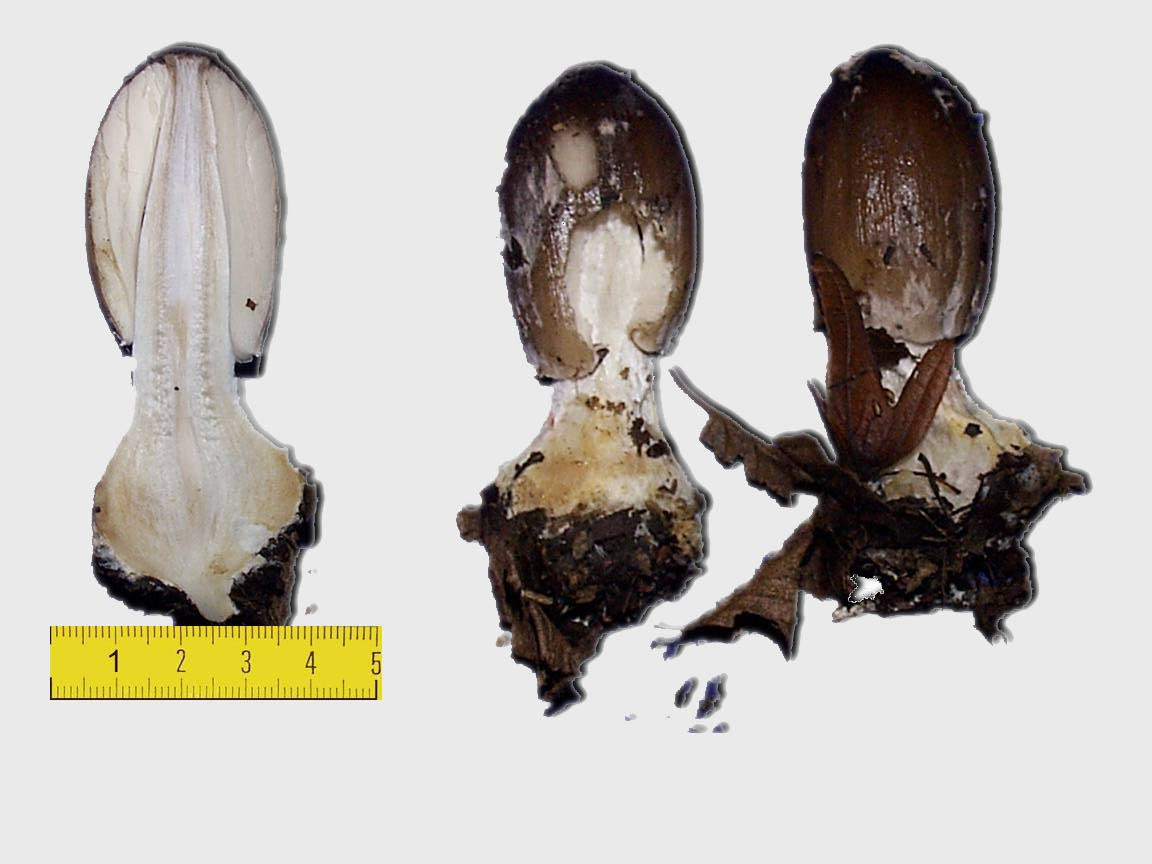
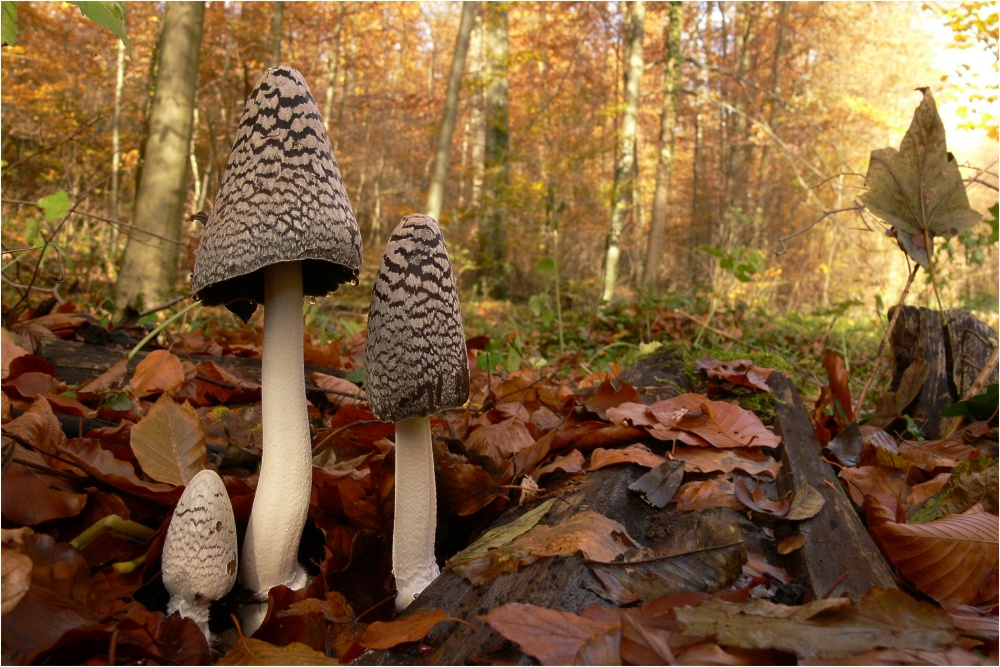
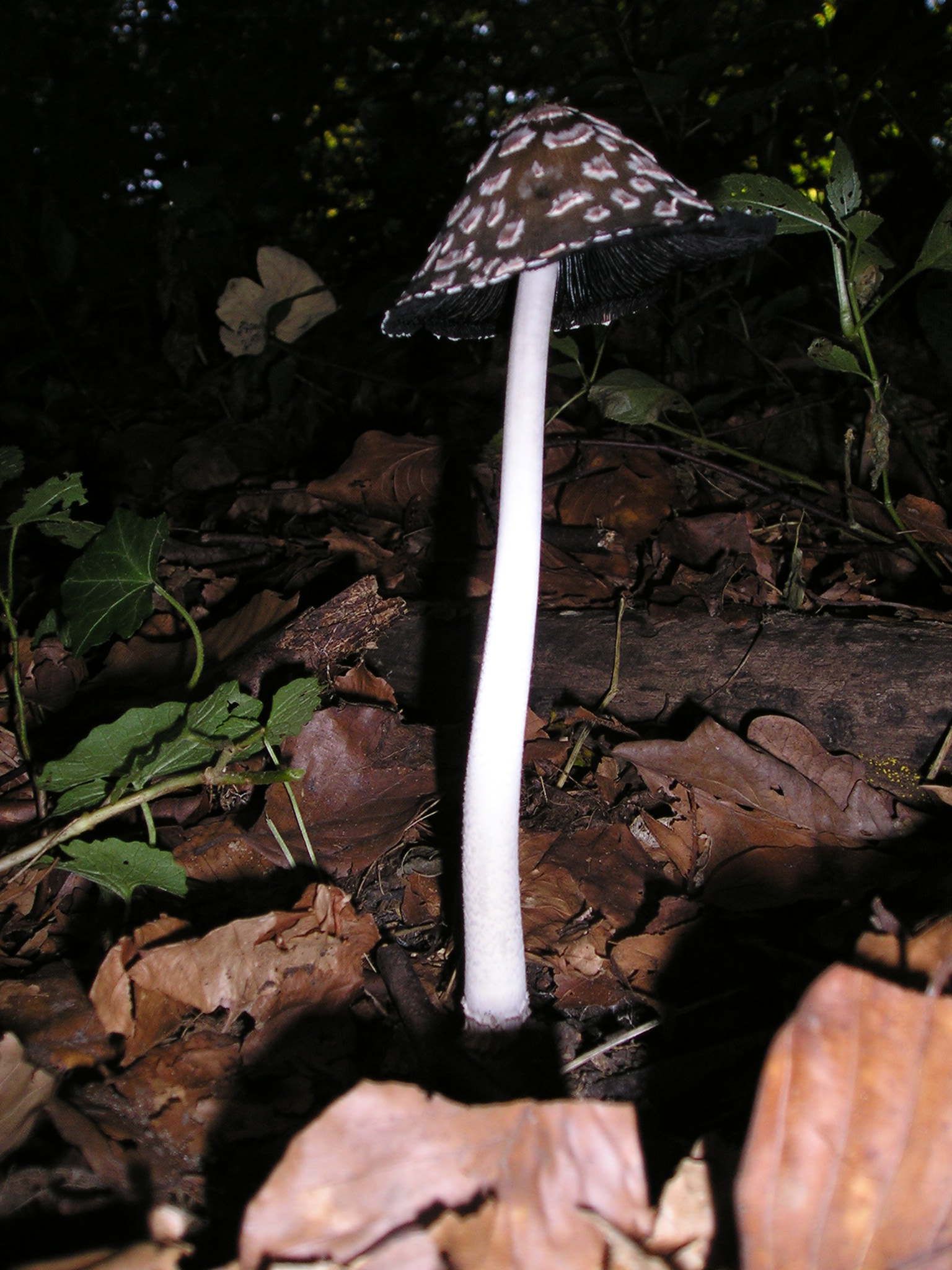